# Alexander Müller
För den schweiziske fysikern och nobelpristagaren, se K. Alexander Müller
Carl Alexander Müller, född 9 maj 1828 på Wellershof i Oberpfalz, död 28 januari 1906 på Stensjöholm i Kronobergs län, var en tysk lantbrukskemist.
Müller blev filosofie doktor i Leipzig, 1851 lärare vid tekniska och lantbruksskolan i Chemnitz samt 1853 föreståndare för lantbruksförsöksstationen där. Sedan statsanslag till anställande av en agrikulturkemist beviljats, antog svenska Kungliga Lantbruksakademien honom 1856 till denna befattning. 
Müller organiserade Lantbruksakademiens lantbrukskemiska försöksstation (Experimentalfältet), som han förestod till 1869. Samtidigt utövade han mycket omfattande verksamhet med undersökningar om Sveriges jordarter och de naturliga förutsättningarna för jordbruket i övrigt, kemiska undersökningar rörande latrins tillgodogörande och frågor tillhörande mjölkhushållningens område samt som rådgivare åt lantbrukarna, varvid han försökte bringa rationella naturvetenskapliga grunder i tillämpning vid jordbruk och kreatursutfodring. 
Efter att Müller erhållit avsked, bosatte han sig i Berlin och ägnade sig där åt fortsatta lantbrukskemiska arbeten, särskilt åt utvecklingen av ett rationellt sätt att tillvarata och för lantbruket tillgodogöra städernas avfallsämnen i form av kloakvatten. 1886 inköpte han egendomen Stensjöholm i Sverige, där han med framgång sökte driva jordbruk på rationella naturvetenskapliga grunder.
Müller invaldes 1857 till ledamot av Lantbruksakademien.